# Karl Philipp Lombard
Karl Philipp Lombard (* 1663 in Marburg; † Datum und Ort unbekannt) war Leibarzt des Herzogs von Sachsen und Mitglied der Gelehrtenakademie „Leopoldina“.
Karl Philipp Lombard war der Sohn des aus Rimini in Italien stammenden Carl Lombard, der in Marburg als Professor für Physik und Italienisch arbeitete. Karl Philipp Lombard studierte Medizin an der Universität Marburg. Er war Leibarzt des Grafen von Solms-Braunfels, sodann oberster hessischer Militärarzt und schließlich Leibarzt des Herzogs von Sachsen. Seine Wirkungsdaten sind für das Jahr 1686 belegt.
Am 17. Juni 1695 wurde Karl Philipp Lombard (laut Mitgliederverzeichnis der Leopoldina erfolgte die Aufnahme im Jahr 1694) mit dem Beinamen PHILETES I. als Mitglied (Matrikel-Nr. 214) in die Leopoldina aufgenommen.